# Bloemenhofplein

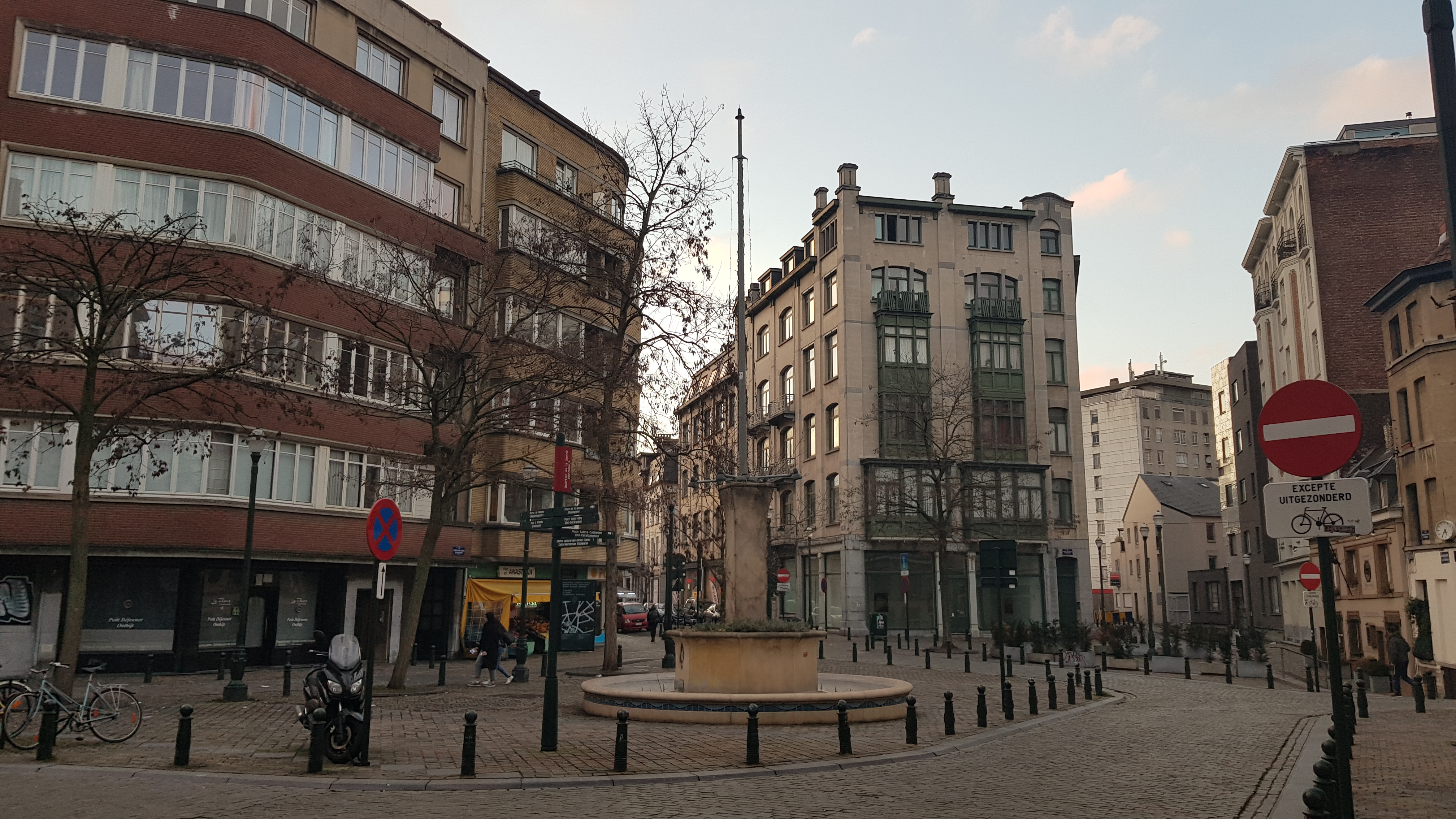
Bloemenhofplein

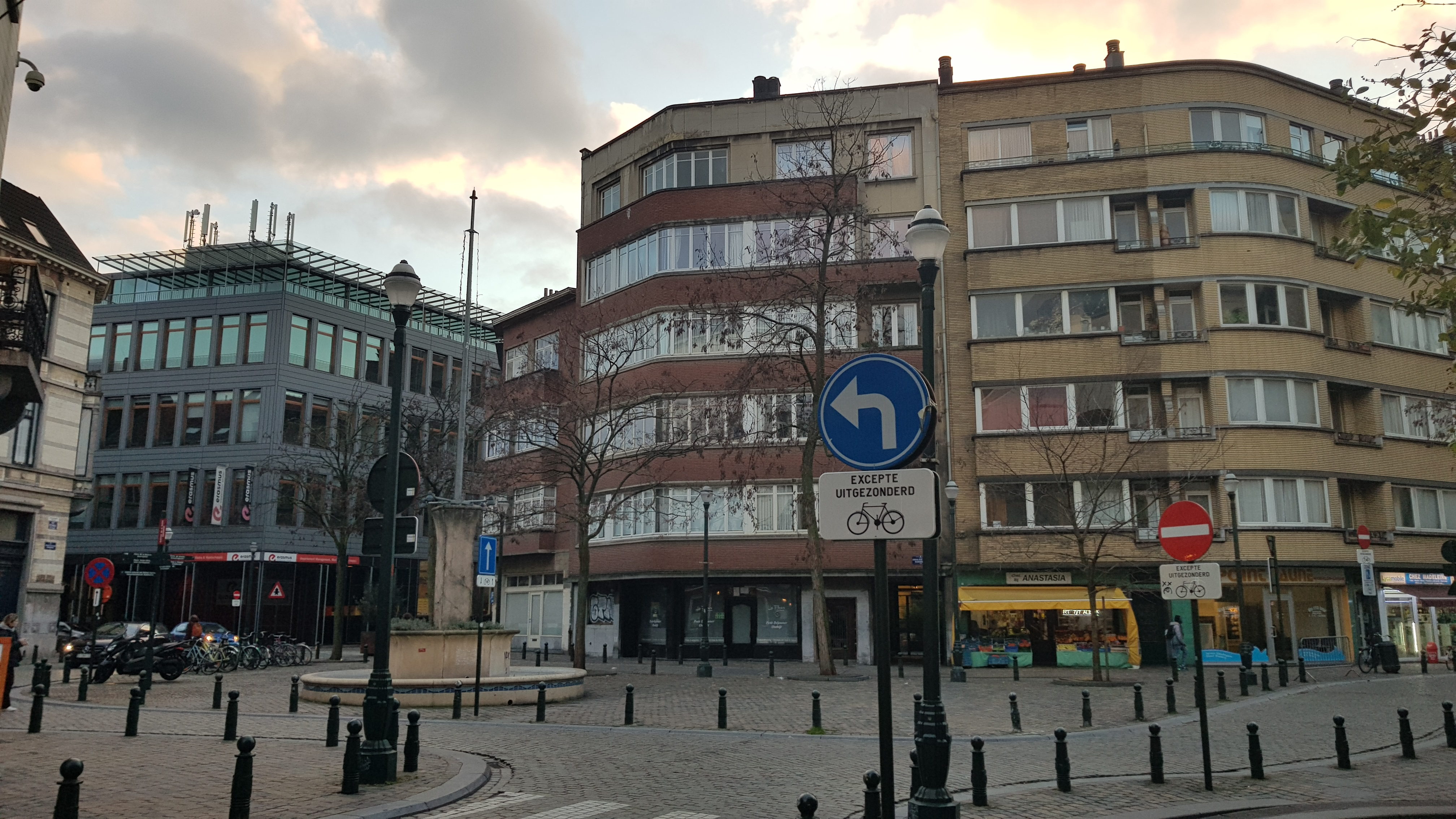
Bloemenhofplein met links het gebouw van de Erasmushogeschool Brussel

Het Bloemenhofplein (Frans: Place du Jardin aux Fleurs) is een plein in de Belgische gemeente Brussel. Het plein ligt in de Vijfhoek in de Zennewijk.
Op het plein komen de Kartuizersstraat, Pletinckxstraat, Zespenningenstraat, T'Kintstraat, Fabrieksstraat en de Onze-Lieve-Vrouw van Vaakstraat uit.
Aan het plein is de campus Bloemenhof van de Erasmushogeschool Brussel gelegen. Ook ligt aan het plein de voormalige brouwerij Van Dooren, die sinds 1998 een beschermd monument is, en het In't Spinnekopke, een restaurant in een gebouw uit 1762.

## Geschiedenis
In 1955 kreeg het plein de naam van Bloemenhofplein. Voor die tijd was het plein enkel een kruispunt waar de verschillende straten op uitkwamen. De naam van het plein is een verwijzing naar een afspanning met de naam Bloemenhof die gesitueerd was in de Zespenningenstraat.
Tussen 1997 en 2001 werd het plein heringericht waarbij het grotendeels werd ingericht als voetgangerszone. In 2000 werd er op het plein een Bloemenfontein gebouwd naar het ontwerp van de Brusselse architect Luc Schuiten.